# Tractat de Madrid (1621)
El Tractat de Madrid fou un tractat internacional signat a la ciutat de Madrid el 26 d'abril de 1621 pel francès François de Bassompierre.
Per aquest tractat la zona de Valtellina (que actualment forma part de la província italiana de Sondrio) fou incorporada al cantó suís de Grisons. Així mateix, per aquest tractat l'imperi Espanyol aconseguí recuperar Chiavenna i garantí l'amnistia als religiosos protestants de Valtellina i els permeté practicar la seva fe lliurement, sent garants del compliment del tractat el rei de França Lluís XIII i la Confederació Suïssa.